# Formule 1 v roce 2025
Sezóna Formule 1 2025 je 76. sezónou Mistrovství světa Formule 1, závodní série pořádané pod hlavičkou Mezinárodní automobilové federace (FIA). Účastní se jí dvacet jezdců a deset týmů. V kalendáři sezóny je plánováno 24 závodů.
Jedná se o poslední sezónu s motory zavedenými v roce 2014, poslední sezónu s monoposty z roku 2022 a poslední sezónu s využíváním předjížděcího systému DRS, který byl na monopostech od roku 2011; ten nahradí aktivní aerodynamika a pohyblivá křídla.

## Týmy a jezdci
Následující jezdci mají smlouvu pro rok 2025:
| Motor      | #  | Tým                                | Šasi     | Název/typ motoru    | Konstruktér             | No. | Zkratka | Obr. | Jezdci                | Závody | Testovací/Rezervní jezdci          |
| ---------- | -- | ---------------------------------- | -------- | ------------------- | ----------------------- | --- | ------- | ---- | --------------------- | ------ | ---------------------------------- |
| Mercedes   | 1  | McLaren Formula 1 Team             | MCL39    | Mercedes-AMG F1 M16 | McLaren-Mercedes        | 4   | NOR     |      | Lando Norris          | 1–14   | Patricio O’Ward                    |
| Mercedes   | 1  | McLaren Formula 1 Team             | MCL39    | Mercedes-AMG F1 M16 | McLaren-Mercedes        | 81  | PIA     |      | Oscar Piastri         | 1–14   | Patricio O’Ward                    |
| Mercedes   | 4  | Mercedes-AMG Petronas F1 Team      | F1 W16   | Mercedes-AMG F1 M16 | Mercedes                | 12  | ANT     |      | Andrea Kimi Antonelli | 1–14   | Valtteri Bottas                    |
| Mercedes   | 4  | Mercedes-AMG Petronas F1 Team      | F1 W16   | Mercedes-AMG F1 M16 | Mercedes                | 63  | RUS     |      | George Russell        | 1–14   | Valtteri Bottas                    |
| Mercedes   | 5  | Aston Martin Aramco F1 Team        | AMR25    | Mercedes-AMG F1 M16 | Aston Martin-Mercedes   | 14  | ALO     |      | Fernando Alonso       | 1–14   | Felipe Drugovich Stoffel Vandoorne |
| Mercedes   | 5  | Aston Martin Aramco F1 Team        | AMR25    | Mercedes-AMG F1 M16 | Aston Martin-Mercedes   | 18  | STR     |      | Lance Stroll          | 1–14   | Felipe Drugovich Stoffel Vandoorne |
| Mercedes   | 9  | Atlassian Williams Racing          | FW47     | Mercedes-AMG F1 M16 | Williams-Mercedes       | 23  | ALB     |      | Alexander Albon       | 1–14   | Oliver Turvey                      |
| Mercedes   | 9  | Atlassian Williams Racing          | FW47     | Mercedes-AMG F1 M16 | Williams-Mercedes       | 55  | SAI     |      | Carlos Sainz Jr.      | 1–14   | Oliver Turvey                      |
| Ferrari    | 2  | Scuderia Ferrari HP                | SF-25    | Ferrari 066/12      | Ferrari                 | 16  | LEC     |      | Charles Leclerc       | 1–14   | Čou Kuan-jü Antonio Giovinazzi     |
| Ferrari    | 2  | Scuderia Ferrari HP                | SF-25    | Ferrari 066/12      | Ferrari                 | 44  | HAM     |      | Lewis Hamilton        | 1–14   | Čou Kuan-jü Antonio Giovinazzi     |
| Ferrari    | 7  | MoneyGram Haas F1 Team             | VF-25    | Ferrari 066/12      | Haas-Ferrari            | 31  | OCO     |      | Esteban Ocon          | 1–14   | Rjó Hirakawa                       |
| Ferrari    | 7  | MoneyGram Haas F1 Team             | VF-25    | Ferrari 066/12      | Haas-Ferrari            | 87  | BEA     |      | Oliver Bearman        | 1–14   | Rjó Hirakawa                       |
| Ferrari    | 10 | Stake F1 Team Kick Sauber          | C45      | Ferrari 066/12      | Kick Sauber-Ferrari     | 5   | BOR     |      | Gabriel Bortoleto     | 1–14   |                                    |
| Ferrari    | 10 | Stake F1 Team Kick Sauber          | C45      | Ferrari 066/12      | Kick Sauber-Ferrari     | 27  | HUL     |      | Nico Hülkenberg       | 1–14   |                                    |
| Honda RBPT | 3  | Oracle Red Bull Racing             | RB21     | Honda RBPTH002      | Red Bull-Honda RBPT     | 1   | VER     |      | Max Verstappen        | 1–14   |                                    |
| Honda RBPT | 3  | Oracle Red Bull Racing             | RB21     | Honda RBPTH002      | Red Bull-Honda RBPT     | 22  | TSU     |      | Júki Cunoda           | 3–14   |                                    |
| Honda RBPT | 3  | Oracle Red Bull Racing             | RB21     | Honda RBPTH002      | Red Bull-Honda RBPT     | 30  | LAW     |      | Liam Lawson           | 1–2    |                                    |
| Honda RBPT | 8  | Visa Cash App Racing Bulls F1 Team | VCARB 02 | Honda RBPTH002      | Racing Bulls-Honda RBPT | 6   | HAD     |      | Isack Hadjar          | 1–14   | Ajumu Iwasa                        |
| Honda RBPT | 8  | Visa Cash App Racing Bulls F1 Team | VCARB 02 | Honda RBPTH002      | Racing Bulls-Honda RBPT | 22  | TSU     |      | Júki Cunoda           | 1–2    | Ajumu Iwasa                        |
| Honda RBPT | 8  | Visa Cash App Racing Bulls F1 Team | VCARB 02 | Honda RBPTH002      | Racing Bulls-Honda RBPT | 30  | LAW     |      | Liam Lawson           | 3–14   | Ajumu Iwasa                        |
| Renault    | 6  | BWT Alpine Formula 1 Team          | A525     | Renault E-Tech RE25 | Alpine-Renault          | 7   | DOO     |      | Jack Doohan           | 1–6    | Paul Aron Jack Doohan Kush Maini   |
| Renault    | 6  | BWT Alpine Formula 1 Team          | A525     | Renault E-Tech RE25 | Alpine-Renault          | 10  | GAS     |      | Pierre Gasly          | 1–14   | Paul Aron Jack Doohan Kush Maini   |
| Renault    | 6  | BWT Alpine Formula 1 Team          | A525     | Renault E-Tech RE25 | Alpine-Renault          | 43  | COL     |      | Franco Colapinto      | 7–14   | Paul Aron Jack Doohan Kush Maini   |

### Změny před sezónou
- Po 12 sezónách opustil Lewis Hamilton Mercedes a přestoupil do Ferrari, kde nahradil Carlose Sainze, který tým opustil po čtyřech letech.[5] Ten se přesunul do týmu Williams, kde nahradil Logana Sargeanta, jehož smlouva byla předčasně ukončena v polovině sezóny a kterého po zbytek roku nahradil Franco Colapinto.[6] Hamiltona v Mercedesu nahradil Andrea Kimi Antonelli, který do týmu přestoupil z Formule 2.[7]
- Haas má nové oba jezdce, po dvouletém působení v týmu Nico Hülkenberg přestoupil do Sauberu[8] a po sedmi letech skončil i Kevin Magnussen, se kterým Haas neprodloužil smlouvu.[9] Nahradili je rezervní jezdec týmu Oliver Bearman, který v roce 2024 nahradil v Grand Prix Saúdské Arábie Sainze v monopostu Ferrari a který závodil ve Formuli 2;[10] a Esteban Ocon, který po pěti letech opustil tým Alpine, který mu neprodloužil smlouvu.[11][12] Jeho místo získal rezervní jezdec týmu Jack Doohan, který naposledy závodil ve Formuli 2 v roce 2023.[13]
- Novou jezdeckou sestavu má i tým Sauber, který po třech letech opustili Valtteri Bottas i Čou Kuan-jü. Nico Hülkenberg se vrátil poté, co za tým naposledy závodil v roce 2013.[8] Nováčkem je Brazilec Gabriel Bortoleto, který do týmu přestoupil z Formule 2.[14]
- Navzdory dříve oznámenému prodloužení smlouvy do roku 2026 Sergio Pérez opustil po konci sezóny tým Red Bull. Nahradil ho Liam Lawson, který do Red Bullu přestoupil z týmu RB. Jeho místo získal rezervní pilot Red Bullu Isack Hadjar, který ve Formuli 2 v roce 2024 skončil jako druhý.[15]

### Změny během sezóny
- Po Grand Prix Číny si vyměnili místa piloti Red Bullu a Racing Bulls. Liam Lawson se po dvou závodech vrátil do Racing Bulls, jeho místo získal Júki Cunoda, který absolvoval debut u Red Bullu v jeho domácí Grand Prix Japonska.[16]
- Po Grand Prix Miami byl Jack Doohan přesunut z pozice jezdce v týmu Alpine na pozici rezervního pilota, jeho místo získal jiný rezervní jezdec týmu Franco Colapinto, který dostal smlouvu na pět závodů. Colapinto v roce 2024 jezdil v devíti závodech za Williams.[17]

## Přestupy jezdců
| Jezdec                | Start sezony        | Start sezony    | Start sezony            | Start sezony        | Ref.          |
| Jezdec                | 2024                | 2024            | 2025                    | 2025                | Ref.          |
| Jezdec                | Tým                 | Pozice          | Tým                     | Pozice              | Ref.          |
| --------------------- | ------------------- | --------------- | ----------------------- | ------------------- | ------------- |
| Lewis Hamilton        | Mercedes            | Jezdec          | Ferrari                 | Jezdec              | [ 5 ]         |
| Carlos Sainz Jr.      | Ferrari             | Jezdec          | Williams-Mercedes       | Jezdec              | [ 5 ] [ 6 ]   |
| Nico Hülkenberg       | Haas-Ferrari        | Jezdec          | Kick Sauber-Ferrari     | Jezdec              | [ 8 ]         |
| Esteban Ocon          | Alpine-Renault      | Jezdec          | Haas-Ferrari            | Jezdec              | [ 11 ] [ 12 ] |
| Oliver Bearman        | Prema Racing (F2)   | Jezdec          | Haas-Ferrari            | Jezdec              | [ 10 ]        |
| Kevin Magnussen       | Haas-Ferrari        | Jezdec          | BMW M Motorsport        | Jezdec FIA WEC/IMSA | [ 9 ] [ 18 ]  |
| Logan Sargeant        | Williams-Mercedes   | Jezdec          | —                       | —                   | [ 6 ] [ 19 ]  |
| Jack Doohan           | Alpine-Renault      | Rezervní jezdec | Alpine-Renault          | Jezdec              | [ 13 ]        |
| Andrea Kimi Antonelli | Prema Racing (F2)   | Jezdec          | Mercedes                | Jezdec              | [ 7 ]         |
| Daniel Ricciardo      | RB-Honda RBPT       | Jezdec          | bude oznámeno           | bude oznámeno       | [ 20 ]        |
| Valtteri Bottas       | Kick Sauber-Ferrari | Jezdec          | Mercedes                | Rezervní jezdec     | [ 14 ]        |
| Čou Kuan-jü           | Kick Sauber-Ferrari | Jezdec          | Ferrari                 | Rezervní jezdec     | [ 14 ] [ 21 ] |
| Gabriel Bortoleto     | Invicta Racing (F2) | Jezdec          | Kick Sauber-Ferrari     | Jezdec              | [ 14 ]        |
| Sergio Pérez          | Red Bull-Honda RBPT | Jezdec          | bude oznámeno           | bude oznámeno       | [ 22 ]        |
| Liam Lawson           | RB-Honda RBPT       | Jezdec          | Red Bull-Honda RBPT     | Jezdec              | [ 23 ]        |
| Isack Hadjar          | Campos Racing (F2)  | Jezdec          | Racing Bulls-Honda RBPT | Jezdec              | [ 15 ]        |
| Franco Colapinto      | Williams-Mercedes   | Jezdec          | Alpine-Renault          | Rezervní jezdec     | [ 24 ]        |

## Kalendář
Následujících 24 závodů má smlouvu na uspořádání závodu v roce 2025:
| Pořadí | Grand Prix                | Okruh                                                 | Mapa trati | Datum        |
| ------ | ------------------------- | ----------------------------------------------------- | ---------- | ------------ |
| 1      | Grand Prix Austrálie      | Albert Park, Melbourne                                |            | 16. březen   |
| 2      | Grand Prix Číny           | Shanghai International Circuit, Šanghaj               |            | 23. březen   |
| 3      | Grand Prix Japonska       | Suzuka Circuit, Suzuka                                |            | 6. duben     |
| 4      | Grand Prix Bahrajnu       | Bahrain International Circuit, Sachír                 |            | 13. duben    |
| 5      | Grand Prix Saúdské Arábie | Jeddah Corniche Circuit, Džidda                       |            | 20. duben    |
| 6      | Grand Prix Miami          | Miami International Autodrome, Miami Gardens, Florida |            | 4. květen    |
| 7      | Grand Prix Emilia Romagna | Autodromo Enzo e Dino Ferrari, Imola                  |            | 18. květen   |
| 8      | Grand Prix Monaka         | Circuit de Monaco, Monte Carlo                        |            | 25. květen   |
| 9      | Grand Prix Španělska      | Circuit de Catalunya, Barcelona                       |            | 1. červen    |
| 10     | Grand Prix Kanady         | Circuit Gilles Villeneuve, Montréal                   |            | 15. červen   |
| 11     | Grand Prix Rakouska       | Red Bull Ring, Spielberg                              |            | 29. červen   |
| 12     | Grand Prix Velké Británie | Silverstone, Silverstone                              |            | 6. červenec  |
| 13     | Grand Prix Belgie         | Circuit de Spa-Francorchamps, Spa                     |            | 27. červenec |
| 14     | Grand Prix Maďarska       | Hungaroring, Mogyoród                                 |            | 3. srpen     |
| 15     | Grand Prix Nizozemska     | Circuit Park Zandvoort, Zandvoort                     |            | 31. srpen    |
| 16     | Grand Prix Itálie         | Autodromo Nazionale Monza, Monza                      |            | 7. září      |
| 17     | Grand Prix Ázerbájdžánu   | Baku City Circuit, Baku                               |            | 21. září     |
| 18     | Grand Prix Singapuru      | Marina Bay Street Circuit, Singapur                   |            | 5. říjen     |
| 19     | Grand Prix USA            | Circuit of the Americas, Austin, Texas                |            | 19. říjen    |
| 20     | Grand Prix Mexika         | Autódromo Hermanos Rodríguez, Ciudad de México        |            | 26. říjen    |
| 21     | Grand Prix São Paula      | Autódromo José Carlos Pace, São Paulo                 |            | 9. listopad  |
| 22     | Grand Prix Las Vegas      | Las Vegas Strip Circuit, Las Vegas, Nevada            |            | 22. listopad |
| 23     | Grand Prix Kataru         | Losail International Circuit, Lusail                  |            | 30. listopad |
| 24     | Grand Prix Abú Zabí       | Yas Marina Circuit, Abú Zabí                          |            | 7. prosinec  |
| Zdroj: |                           |                                                       |            |              |

### Změny v kalendáři
- Grand Prix Austrálie byla poprvé od roku 2019 zahajujícím závodem sezóny.
- Původně měla pro rok 2025 smlouvu také Grand Prix Ruska, kvůli invazi na Ukrajinu ale byla smlouva v roce 2022 ukončena.

### Předsezónní testy
Předsezónní testy se konaly v Bahrajnu na trati Bahrain International Circuit od 26. do 28. února 2025.

## Změny pravidel
Minimální váha jezdce byla zvýšena z 80 na 82 kilogramů. S tím souvisí také zvýšení minimální váhy monopostu bez paliva z 798 na 800 kilogramů.
Zrušeno bylo pravidlo znovuzavedené v roce 2019, podle kterého získával jezdec s nejrychlejším kolem bonusový bod, pokud skončil mezi prvními deseti v cíli.
Každý tým musí nově nasadit v tréninku mladé jezdce čtyřikrát za sezónu, dosud to bylo dvakrát.

## Výsledky a pořadí
| Pořadí | Grand Prix                | Pole position   | Vítěz závodu   | Vítězný tým | Nejrychlejší kolo     | Výsledky |
| ------ | ------------------------- | --------------- | -------------- | ----------- | --------------------- | -------- |
| 1      | Grand Prix Austrálie      | Lando Norris    | Lando Norris   | McLaren     | Lando Norris          | Výsledky |
| 2      | Grand Prix Číny           | Oscar Piastri   | Oscar Piastri  | McLaren     | Lando Norris          | Výsledky |
| 3      | Grand Prix Japonska       | Max Verstappen  | Max Verstappen | Red Bull    | Andrea Kimi Antonelli | Výsledky |
| 4      | Grand Prix Bahrajnu       | Oscar Piastri   | Oscar Piastri  | McLaren     | Oscar Piastri         | Výsledky |
| 5      | Grand Prix Saúdské Arábie | Max Verstappen  | Oscar Piastri  | McLaren     | Lando Norris          | Výsledky |
| 6      | Grand Prix Miami          | Max Verstappen  | Oscar Piastri  | McLaren     | Lando Norris          | Výsledky |
| 7      | Grand Prix Emilia Romagna | Oscar Piastri   | Max Verstappen | Red Bull    | Max Verstappen        | Výsledky |
| 8      | Grand Prix Monaka         | Lando Norris    | Lando Norris   | McLaren     | Lando Norris          | Výsledky |
| 9      | Grand Prix Španělska      | Oscar Piastri   | Oscar Piastri  | McLaren     | Oscar Piastri         | Výsledky |
| 10     | Grand Prix Kanady         | George Russell  | George Russell | Mercedes    | George Russell        | Výsledky |
| 11     | Grand Prix Rakouska       | Lando Norris    | Lando Norris   | McLaren     | Oscar Piastri         | Výsledky |
| 12     | Grand Prix Velké Británie | Max Verstappen  | Lando Norris   | McLaren     | Oscar Piastri         | Výsledky |
| 13     | Grand Prix Belgie         | Lando Norris    | Oscar Piastri  | McLaren     | Andrea Kimi Antonelli | Výsledky |
| 14     | Grand Prix Maďarska       | Charles Leclerc | Lando Norris   | McLaren     | George Russell        | Výsledky |
| 15     | Grand Prix Nizozemska     |                 |                |             |                       | Výsledky |
| 16     | Grand Prix Itálie         |                 |                |             |                       | Výsledky |
| 17     | Grand Prix Ázerbájdžánu   |                 |                |             |                       | Výsledky |
| 18     | Grand Prix Singapuru      |                 |                |             |                       | Výsledky |
| 19     | Grand Prix USA            |                 |                |             |                       | Výsledky |
| 20     | Grand Prix Mexico City    |                 |                |             |                       | Výsledky |
| 21     | Grand Prix São Paula      |                 |                |             |                       | Výsledky |
| 22     | Grand Prix Las Vegas      |                 |                |             |                       | Výsledky |
| 23     | Grand Prix Kataru         |                 |                |             |                       | Výsledky |
| 24     | Grand Prix Abú Zabí       |                 |                |             |                       | Výsledky |

### Pořadí jezdců
Za umístění v závodě získává body prvních 10 jezdců v cíli, v rámci sprintů boduje nejlepších osm. Body jsou rozděleny takto:
| Umístění   | 1. | 2. | 3. | 4. | 5. | 6. | 7. | 8. | 9. | 10. |
| Grand Prix | 25 | 18 | 15 | 12 | 10 | 8  | 6  | 4  | 2  | 1   |
| Sprint     | 8  | 7  | 6  | 5  | 4  | 3  | 2  | 1  |    |     |

V případě rovnosti bodů rozhoduje pravidlo „nejlepších umístění“, tj. výše v celkovém pořadí se umístí jezdec, který má více prvních míst. Pokud je počet shodný, porovnává se počet druhých míst, třetích míst atd. Konečné rozhodnutí vydává FIA.
| Poř. | Jezdec                | AUS | CHN  | JPN | BHR | SAU | MIA | EMI | MON | ESP | CAN | AUT | GBR | BEL | HUN | NLD | ITA | AZE | SGP | USA | MXC | SAP | LVG | QAT | ABU | Body |
| ---- | --------------------- | --- | ---- | --- | --- | --- | --- | --- | --- | --- | --- | --- | --- | --- | --- | --- | --- | --- | --- | --- | --- | --- | --- | --- | --- | ---- |
| 1    | Oscar Piastri         | 9   | 12   | 3   | 1   | 1   | 12  | 3   | 3   | 1   | 4   | 2   | 2   | 12  | 2   |     |     |     |     |     |     |     |     |     |     | 284  |
| 2    | Lando Norris          | 1   | 28   | 2   | 3   | 4   | 21  | 2   | 1   | 2   | 18† | 1   | 1   | 23  | 1   |     |     |     |     |     |     |     |     |     |     | 275  |
| 3    | Max Verstappen        | 2   | 43   | 1   | 6   | 2   | 4   | 1   | 4   | 10  | 2   | Ret | 5   | 41  | 9   |     |     |     |     |     |     |     |     |     |     | 187  |
| 4    | George Russell        | 3   | 34   | 5   | 2   | 5   | 34  | 7   | 11  | 4   | 1   | 5   | 10  | 5   | 3   |     |     |     |     |     |     |     |     |     |     | 172  |
| 5    | Charles Leclerc       | 8   | DSQ5 | 4   | 4   | 3   | 7   | 6   | 2   | 3   | 5   | 3   | 14  | 34  | 4   |     |     |     |     |     |     |     |     |     |     | 151  |
| 6    | Lewis Hamilton        | 10  | DSQ1 | 7   | 5   | 7   | 83  | 4   | 5   | 6   | 6   | 4   | 4   | 7   | 12  |     |     |     |     |     |     |     |     |     |     | 109  |
| 7    | Andrea Kimi Antonelli | 4   | 67   | 6   | 11  | 6   | 67  | Ret | 18  | Ret | 3   | Ret | Ret | 16  | 10  |     |     |     |     |     |     |     |     |     |     | 64   |
| 8    | Alexander Albon       | 5   | 7    | 9   | 12  | 9   | 5   | 5   | 9   | Ret | Ret | Ret | 8   | 6   | 15  |     |     |     |     |     |     |     |     |     |     | 54   |
| 9    | Nico Hülkenberg       | 7   | 15   | 16  | DSQ | 15  | 14  | 12  | 16  | 5   | 8   | 9   | 3   | 12  | 13  |     |     |     |     |     |     |     |     |     |     | 37   |
| 10   | Esteban Ocon          | 13  | 5    | 18  | 8   | 14  | 12  | Ret | 7   | 16  | 9   | 10  | 13  | 155 | 16  |     |     |     |     |     |     |     |     |     |     | 27   |
| 11   | Fernando Alonso       | Ret | Ret  | 11  | 15  | 11  | 15  | 11  | Ret | 9   | 7   | 7   | 9   | 17  | 5   |     |     |     |     |     |     |     |     |     |     | 26   |
| 12   | Lance Stroll          | 6   | 9    | 20  | 17  | 16  | 165 | 15  | 15  | WD  | 17  | 14  | 7   | 14  | 7   |     |     |     |     |     |     |     |     |     |     | 26   |
| 13   | Isack Hadjar          | DNS | 11   | 8   | 13  | 10  | 11  | 9   | 6   | 7   | 16  | 12  | Ret | 208 | 11  |     |     |     |     |     |     |     |     |     |     | 22   |
| 14   | Pierre Gasly          | 11  | DSQ  | 13  | 7   | Ret | 138 | 13  | Ret | 8   | 15  | 13  | 6   | 10  | 19  |     |     |     |     |     |     |     |     |     |     | 20   |
| 15   | Liam Lawson           | Ret | 12   | 17  | 16  | 12  | Ret | 14  | 8   | 11  | Ret | 6   | Ret | 8   | 8   |     |     |     |     |     |     |     |     |     |     | 20   |
| 16   | Carlos Sainz Jr.      | Ret | 10   | 14  | Ret | 8   | 9   | 8   | 10  | 14  | 10  | DNS | 12  | 186 | 14  |     |     |     |     |     |     |     |     |     |     | 16   |
| 17   | Gabriel Bortoleto     | Ret | 14   | 19  | 18  | 18  | Ret | 18  | 14  | 12  | 14  | 8   | Ret | 9   | 6   |     |     |     |     |     |     |     |     |     |     | 14   |
| 18   | Júki Cunoda           | 12  | 166  | 12  | 9   | Ret | 106 | 10  | 17  | 13  | 12  | 16  | 15  | 13  | 17  |     |     |     |     |     |     |     |     |     |     | 10   |
| 19   | Oliver Bearman        | 14  | 8    | 10  | 10  | 13  | Ret | 17  | 12  | 17  | 11  | 11  | 11  | 117 | Ret |     |     |     |     |     |     |     |     |     |     | 8    |
| 20   | Franco Colapinto      |     |      |     |     |     |     | 16  | 13  | 15  | 13  | 15  | DNS | 19  | 18  |     |     |     |     |     |     |     |     |     |     | 0    |
| 21   | Jack Doohan           | Ret | 13   | 15  | 14  | 17  | Ret |     |     |     |     |     |     |     |     |     |     |     |     |     |     |     |     |     |     | 0    |
| Poř. | Jezdec                | AUS | CHN  | JPN | BHR | SAU | MIA | EMI | MON | ESP | CAN | AUT | GBR | BEL | HUN | NLD | ITA | AZE | SGP | USA | MXC | SAP | LVG | QAT | ABU | Body |

| Legenda k tabulce | Legenda k tabulce                                                                       |
| Barva             | Výsledek                                                                                |
| ----------------- | --------------------------------------------------------------------------------------- |
| Zlatá             | Vítěz                                                                                   |
| Stříbrná          | 2. místo                                                                                |
| Bronzová          | 3. místo                                                                                |
| Zelená            | Bodované umístění                                                                       |
| Modrá             | Nebodované umístění                                                                     |
| Modrá             | Dokončil neklasifikován (NC)                                                            |
| Fialová           | Odstoupil (Ret)                                                                         |
| Červená           | Nekvalifikoval se (DNQ)                                                                 |
| Červená           | Nepředkvalifikoval se (DNPQ)                                                            |
| Černá             | Diskvalifikován (DSQ)                                                                   |
| Bílá              | Nestartoval (DNS)                                                                       |
| Bílá              | Závod zrušen (C)                                                                        |
| Světle modrá      | Pouze trénoval (PO)                                                                     |
| Světle modrá      | Páteční testovací jezdec (TD)                                                           |
| Bez barvy         | Netrénoval (DNP)                                                                        |
| Bez barvy         | Vyřazen (EX)                                                                            |
| Bez barvy         | Nepřijel (DNA)                                                                          |
| Bez barvy         | Odvolal účast (WD)                                                                      |
| Bez barvy         | Nezúčastnil se (prázdné)                                                                |
| Označení          | Význam                                                                                  |
| Tučnost           | Pole position                                                                           |
| Kurzíva           | Nejrychlejší kolo                                                                       |
| †                 | Jezdec nedojel do cíle, ale byl klasifikován, protože odjel více než 90 % délky závodu. |
| ‡                 | Byl udělován poloviční počet bodů, protože bylo odjeto méně než 75 % délky závodu.      |
| Horní index       | Umístění bodujících jezdců ve sprintu                                                   |

### Pohár konstruktérů
| Poř. | Konstruktér             | No. | AUS | CHN  | JPN | BHR | SAU | MIA | EMI | MON | ESP | CAN | AUT | GBR | BEL | HUN | NLD | ITA | AZE | SGP | USA | MXC | SAP | LVG | QAT | ABU | Body |
| ---- | ----------------------- | --- | --- | ---- | --- | --- | --- | --- | --- | --- | --- | --- | --- | --- | --- | --- | --- | --- | --- | --- | --- | --- | --- | --- | --- | --- | ---- |
| 1    | McLaren-Mercedes        | 4   | 1   | 28   | 2   | 3   | 4   | 21  | 2   | 1   | 2   | 18† | 1   | 1   | 23  | 1   |     |     |     |     |     |     |     |     |     |     | 559  |
| 1    | McLaren-Mercedes        | 81  | 9   | 12   | 3   | 1   | 1   | 12  | 3   | 3   | 1   | 4   | 2   | 2   | 12  | 2   |     |     |     |     |     |     |     |     |     |     | 559  |
| 2    | Ferrari                 | 16  | 8   | DSQ5 | 4   | 4   | 3   | 7   | 6   | 2   | 3   | 5   | 3   | 14  | 34  | 4   |     |     |     |     |     |     |     |     |     |     | 260  |
| 2    | Ferrari                 | 44  | 10  | DSQ1 | 7   | 5   | 7   | 83  | 4   | 5   | 6   | 6   | 4   | 4   | 7   | 12  |     |     |     |     |     |     |     |     |     |     | 260  |
| 3    | Mercedes                | 12  | 4   | 67   | 6   | 11  | 6   | 67  | Ret | 18  | Ret | 3   | Ret | Ret | 16  | 10  |     |     |     |     |     |     |     |     |     |     | 236  |
| 3    | Mercedes                | 63  | 3   | 34   | 5   | 2   | 5   | 34  | 7   | 11  | 4   | 1   | 5   | 10  | 5   | 3   |     |     |     |     |     |     |     |     |     |     | 236  |
| 4    | Red Bull-Honda RBPT     | 1   | 2   | 43   | 1   | 6   | 2   | 4   | 1   | 4   | 10  | 2   | Ret | 5   | 41  | 9   |     |     |     |     |     |     |     |     |     |     | 194  |
| 4    | Red Bull-Honda RBPT     | 30  | Ret | 12   |     |     |     |     |     |     |     |     |     |     |     |     |     |     |     |     |     |     |     |     |     |     | 194  |
| 4    | Red Bull-Honda RBPT     | 22  |     |      | 12  | 9   | Ret | 106 | 10  | 17  | 13  | 12  | 16  | 15  | 13  | 17  |     |     |     |     |     |     |     |     |     |     | 194  |
| 5    | Williams-Mercedes       | 23  | 5   | 7    | 9   | 12  | 9   | 5   | 5   | 9   | Ret | Ret | Ret | 8   | 6   | 15  |     |     |     |     |     |     |     |     |     |     | 70   |
| 5    | Williams-Mercedes       | 55  | Ret | 10   | 14  | Ret | 8   | 9   | 8   | 10  | 14  | 10  | DNS | 12  | 186 | 14  |     |     |     |     |     |     |     |     |     |     | 70   |
| 6    | Aston Martin-Mercedes   | 14  | Ret | Ret  | 11  | 15  | 11  | 15  | 11  | Ret | 9   | 7   | 7   | 9   | 17  | 5   |     |     |     |     |     |     |     |     |     |     | 52   |
| 6    | Aston Martin-Mercedes   | 18  | 6   | 9    | 20  | 17  | 16  | 165 | 15  | 15  | WD  | 17  | 14  | 7   | 14  | 7   |     |     |     |     |     |     |     |     |     |     | 52   |
| 7    | Kick Sauber-Ferrari     | 5   | Ret | 14   | 19  | 18  | 18  | Ret | 18  | 14  | 12  | 14  | 8   | Ret | 9   | 6   |     |     |     |     |     |     |     |     |     |     | 51   |
| 7    | Kick Sauber-Ferrari     | 27  | 7   | 15   | 16  | DSQ | 15  | 14  | 12  | 16  | 5   | 8   | 9   | 3   | 12  | 13  |     |     |     |     |     |     |     |     |     |     | 51   |
| 8    | Racing Bulls-Honda RBPT | 6   | DNS | 11   | 8   | 13  | 10  | 11  | 9   | 6   | 7   | 16  | 12  | Ret | 208 | 11  |     |     |     |     |     |     |     |     |     |     | 45   |
| 8    | Racing Bulls-Honda RBPT | 22  | 12  | 166  |     |     |     |     |     |     |     |     |     |     |     |     |     |     |     |     |     |     |     |     |     |     | 45   |
| 8    | Racing Bulls-Honda RBPT | 30  |     |      | 17  | 16  | 12  | Ret | 14  | 8   | 11  | Ret | 6   | Ret | 8   | 8   |     |     |     |     |     |     |     |     |     |     | 45   |
| 9    | Haas-Ferrari            | 31  | 13  | 5    | 18  | 8   | 14  | 12  | Ret | 7   | 16  | 9   | 10  | 13  | 155 | 16  |     |     |     |     |     |     |     |     |     |     | 35   |
| 9    | Haas-Ferrari            | 87  | 14  | 8    | 10  | 10  | 13  | Ret | 17  | 12  | 17  | 11  | 11  | 11  | 117 | Ret |     |     |     |     |     |     |     |     |     |     | 35   |
| 10   | Alpine-Renault          | 7   | Ret | 13   | 15  | 14  | 17  | Ret |     |     |     |     |     |     |     |     |     |     |     |     |     |     |     |     |     |     | 20   |
| 10   | Alpine-Renault          | 10  | 11  | DSQ  | 13  | 7   | Ret | 138 | 13  | Ret | 8   | 15  | 13  | 6   | 10  | 19  |     |     |     |     |     |     |     |     |     |     | 20   |
| 10   | Alpine-Renault          | 43  |     |      |     |     |     |     | 16  | 13  | 15  | 13  | 15  | DNS | 19  | 18  |     |     |     |     |     |     |     |     |     |     | 20   |
| Poř. | Konstruktér             | No. | AUS | CHN  | JPN | BHR | SAU | MIA | EMI | MON | ESP | CAN | AUT | GBR | BEL | HUN | NLD | ITA | AZE | SGP | USA | MXC | SAP | LVG | QAT | ABU | Body |

| Legenda k tabulce | Legenda k tabulce                                                                       |
| Barva             | Výsledek                                                                                |
| ----------------- | --------------------------------------------------------------------------------------- |
| Zlatá             | Vítěz                                                                                   |
| Stříbrná          | 2. místo                                                                                |
| Bronzová          | 3. místo                                                                                |
| Zelená            | Bodované umístění                                                                       |
| Modrá             | Nebodované umístění                                                                     |
| Modrá             | Dokončil neklasifikován (NC)                                                            |
| Fialová           | Odstoupil (Ret)                                                                         |
| Červená           | Nekvalifikoval se (DNQ)                                                                 |
| Červená           | Nepředkvalifikoval se (DNPQ)                                                            |
| Černá             | Diskvalifikován (DSQ)                                                                   |
| Bílá              | Nestartoval (DNS)                                                                       |
| Bílá              | Závod zrušen (C)                                                                        |
| Světle modrá      | Pouze trénoval (PO)                                                                     |
| Světle modrá      | Páteční testovací jezdec (TD)                                                           |
| Bez barvy         | Netrénoval (DNP)                                                                        |
| Bez barvy         | Vyřazen (EX)                                                                            |
| Bez barvy         | Nepřijel (DNA)                                                                          |
| Bez barvy         | Odvolal účast (WD)                                                                      |
| Bez barvy         | Nezúčastnil se (prázdné)                                                                |
| Označení          | Význam                                                                                  |
| Tučnost           | Pole position                                                                           |
| Kurzíva           | Nejrychlejší kolo                                                                       |
| †                 | Jezdec nedojel do cíle, ale byl klasifikován, protože odjel více než 90 % délky závodu. |
| ‡                 | Byl udělován poloviční počet bodů, protože bylo odjeto méně než 75 % délky závodu.      |
| Horní index       | Umístění bodujících jezdců ve sprintu                                                   |